# Przejście graniczne Jędrzychowice-Ludwigsdorf
Przejście graniczne Jędrzychowice-Ludwigsdorf – istniejące w latach 1994–2007 polsko-niemieckie drogowe przejście graniczne, położone w województwie dolnośląskim, w powiecie zgorzeleckim, w gminie Zgorzelec, w miejscowości Jędrzychowice.

## Opis
Przejście graniczne Jędrzychowice-Ludwigsdorf z miejscem odprawy granicznej po stronie niemieckiej w miejscowości Ludwigsdorf, zostało uruchomione w 1994. Czynne było przez całą dobę. Dopuszczone było przekraczanie granicy dla ruchu towarowego (włączając jednocześnie ruch towarowy z drogowego przejścia granicznego Zgorzelec-Görlitz) i od 1996 osobowego oraz mały ruch graniczny. Kontrolę graniczną osób, towarów i środków transportu wykonywała kolejno: Graniczna Placówka Kontrolna Straży Granicznej w Zgorzelcu, Graniczna Placówka Kontrolna Straży Granicznej w Jędrzychowicach, Placówka Straży Granicznej w Zgorzelcu. Obie miejscowości łączył most na Nysie Łużyckiej. Do przejścia granicznego po stronie polskiej prowadziła autostrada A4, a po stronie niemieckiej autostrada federalna A4.
21 grudnia 2007 na mocy układu z Schengen przejście graniczne zostało zlikwidowane.

## Galeria

Przejście graniczne Jędrzychowice-Ludwigsdorf
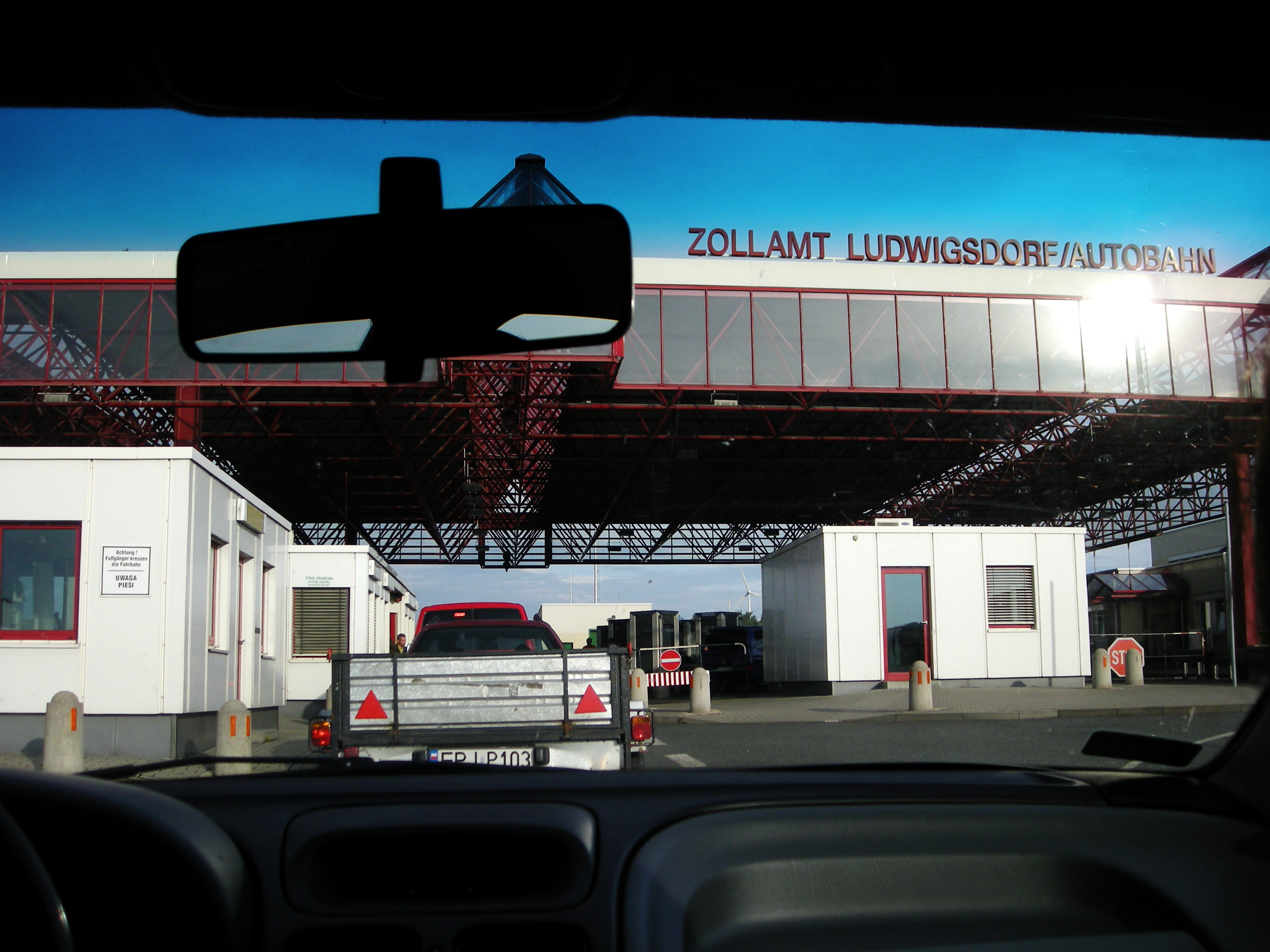
(sierpień 2007)
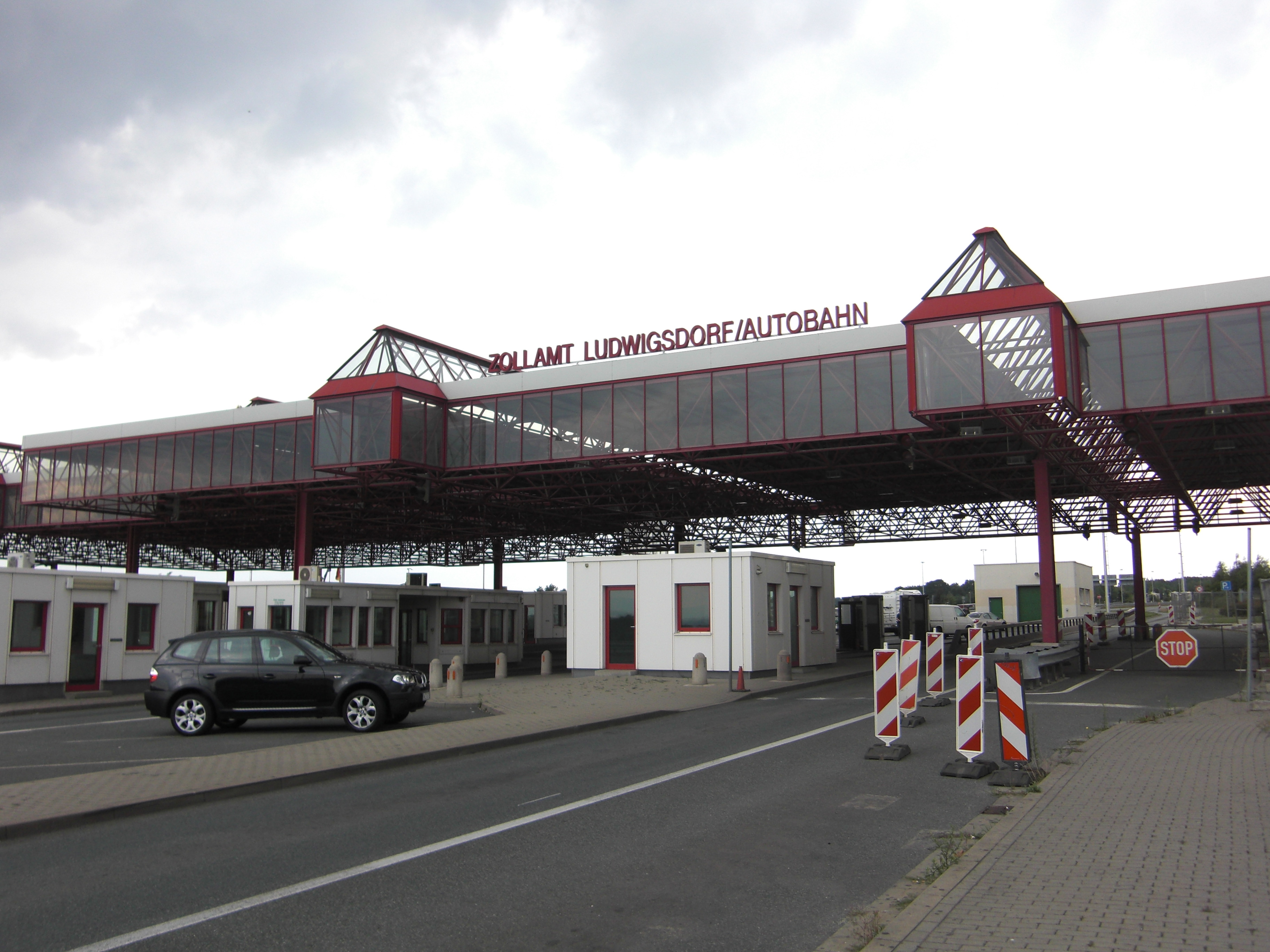
(lipiec 2008)
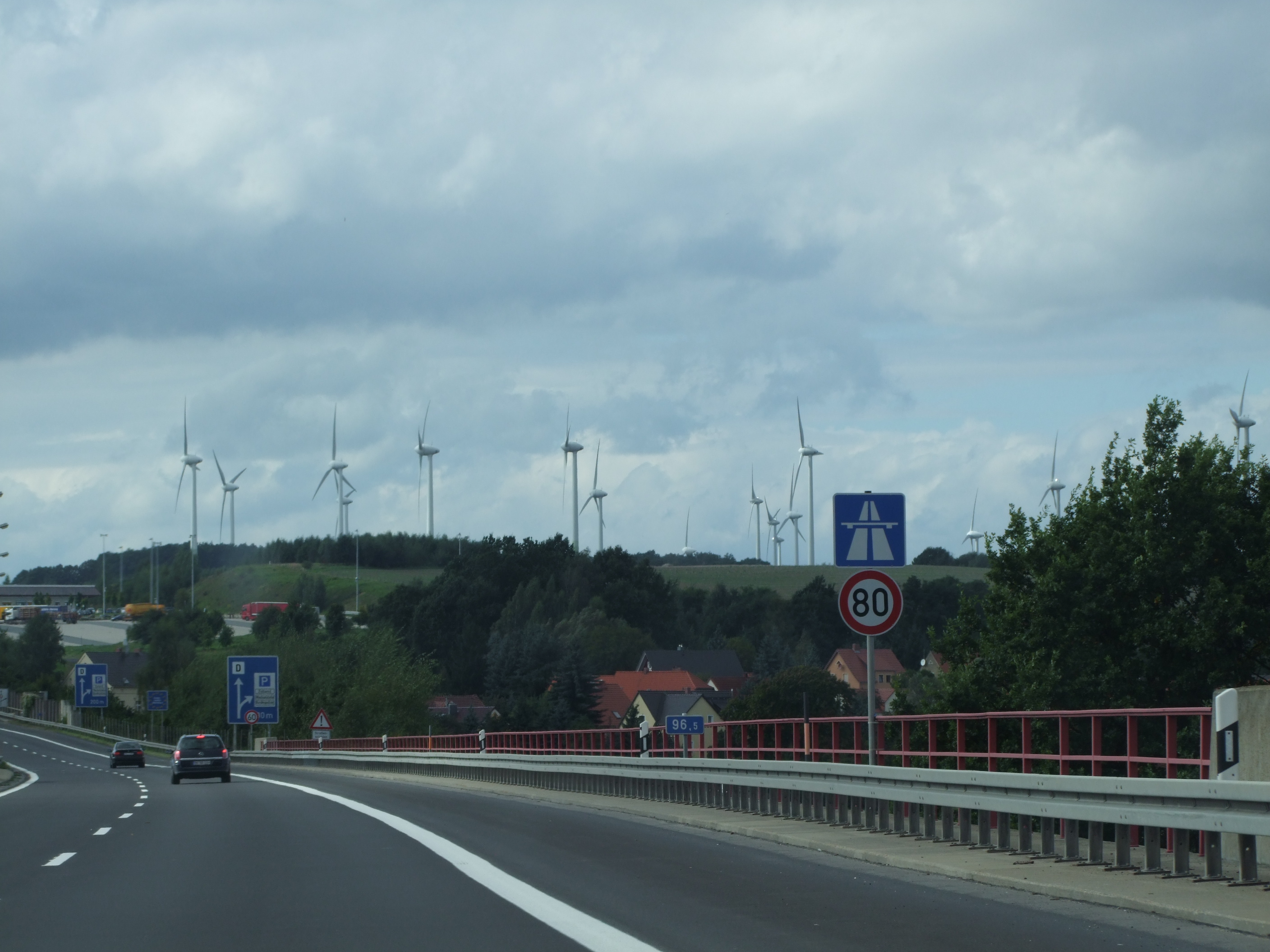
(wrzesień 2010)